# Claude Simonet
Pour les articles homonymes, voir Simonet.
Claude Simonet, né le 27 juin 1930 à Mortagne-au-Perche et mort le 14 mars 2023 à Saint-Herblain, est un footballeur français devenu ensuite dirigeant. Il est président de la Fédération française de football du 19 février 1994 au 12 février 2005.

## Biographie

### Footballeur
Comme gardien de but, Claude Simonet reste amateur toute sa carrière mais joue de nombreuses fois au niveau professionnel au Mans et au FC Nantes entre 1948 et 1958.
En 1951, Simonet est champion de France Militaire avec le 41e régiment d'infanterie de Rennes et international militaire la même année.

### Dirigeant de football
| Football                                                                                          | Autres                                                                                       |
| ------------------------------------------------------------------------------------------------- | -------------------------------------------------------------------------------------------- |
| Trésorier du District de Loire-Atlantique (1970-1974)                                             | Vice-Président délégué au CROS des Pays de la Loire (1985-1997)                              |
| Vice-Président délégué chargé des finances au FC Nantes (1972-1984)                               | Membre du Conseil d'administration à la Mutuelle Nationale des Sports (1986-1997)            |
| Président de la Ligue atlantique (1984-2000)                                                      | Président-Fondateur de l'Association "Profession Sports 44" en 1990 (en poste jusqu'en 1993) |
| Membre de la Commission des Jeunes de la FFF (1976-1978)                                          | Vice-Président du Conseil d'administration à la Mutuelle Nationale des Sports (1994-1997)    |
| Membre de la Commission des Finances de la FFF (1976-1984)                                        | Vice-Président du CNOSF (1996-2000)                                                          |
| Membre de la Commission d'Appel de la FFF (1986-1992)                                             |                                                                                              |
| Représentant de la FFF auprès de la LFP à la Commission du Championnat de 2e Division (1986-1992) |                                                                                              |
| Représentant de la FFF à la Direction Nationale de Gestion (1988-1992)                            |                                                                                              |
| Juge départiteur (1988-1992) de la FFF                                                            |                                                                                              |
| Trésorier de la FFF (1992-1994)                                                                   |                                                                                              |
| Président de la FFF (1994-2005)                                                                   |                                                                                              |
| Membre de la Commission des Championnats d'Europe à l'UEFA (1996-2000)                            |                                                                                              |
| Membre du Comité Exécutif de l'UEFA (2000-2002)                                                   |                                                                                              |
| Membre de la Commission d'Organisation de la Coupe du monde à la FIFA (1996-2002)                 |                                                                                              |
| Membre de la Commission des Associations Nationales de la FIFA (depuis le 1er septembre 2002)     |                                                                                              |

#### Multiples casquettes
Peu après s'être retiré des terrains, Claude Simonet devient trésorier du District de Loire-Atlantique (1970-1974) et intègre le comité directeur du FC Nantes, avec le poste de Vice-Président délégué chargé des finances (1972-1984). En même temps, à partir de 1976 et jusqu'en 1986, il devient membre de commissions jeunes (1976-1978) et finances (1976-1984) de la Fédération française de football. En 1984, Simonet se retire du FCN pour devenir président de la Ligue atlantique de football (1984-2000), cumule l'année suivante le poste de Vice-Président délégué au Comité Régional Olympique et Sportif des Pays de la Loire (1985-1997) puis rentre au Conseil d'administration à la Mutuelle Nationale des Sports (1986-1997) dont il sera le Vice-Président du Conseil d'administration les quatre dernières années. Lors de cette même année 1986, son rôle change à la FFF, il prend la fonction de représentant de la FFF à la DNCG de 1986 à 1992 puis trésorier de la FFF de 1992 à 1994. En 1990, Simonet devient le Président-Fondateur de l'Association "Profession Sports 44" et reste en poste jusqu'en 1993.

#### Président de la FFF (1994-2005)
À la suite du titre de champion du monde de l'équipe de France de football en 1998, il est fait officier de la Légion d'honneur après avoir été chevalier de l'ordre depuis 1995.
Poursuivi pour avoir dissimulé un déficit de presque 14 millions d'euros en 2003 dans les comptes de la FFF en ne laissant apparaître, grâce à un maquillage comptable, qu'un déficit de 63 000 euros, il a été condamné le 24 avril 2007 à six mois de prison avec sursis et 10 000 euros d'amende. Durant cette période, il signe également une note de frais comprenant une bouteille de vin de Romanée-Conti 1998 valant 4 800 euros durant son séjour à Séoul lors de la coupe du monde de football de 2002,.

### Vie privée
Claude Simonet réside depuis 1971 à Orvault (Loire-Atlantique). Marié à Claude, il a trois enfants nommés Joëlle, Jean-Claude et Bertrand mais aussi Pascal d’une précédente union. Claude Simonet est ingénieur dans le Bâtiment et les Travaux Publics en retraite depuis 1990.
Le 15 mars 2023, sa famille annonce son décès à la Fédération française de football.

## Distinctions
- Officier de la Légion d'honneur (1998, chevalier en 1995)
- Chevalier de l'ordre national du Mérite (1987)
- Chevalier de l'ordre des Palmes académiques (1993)
- Médaille de la jeunesse, des sports et de l'engagement associatif, or (1996, argent en 1987, bronze en 1981)
- Médailles d'argent et de vermeil du Syndicat des Travaux Publics
- Médaille d'honneur du travail, argent

Il a par ailleurs reçu :
- Médaille d'or de la F.F.F (1981)
- Médaille d'or de la L.F.P. (1979)
- Médaille d'or de la L.A.F. (1980)
- Plaquette d'or de la L.A.F. (1996)